# Georg Goltermann
Georg Eduard Goltermann (* 19. August 1824 in Hannover; † 29. Dezember 1898 in Frankfurt am Main) war ein deutscher Cellist und Komponist.

## Leben
Goltermanns Vater war Organist, und so wurde Georg schon früh an die Musik herangeführt. Als er Cello-Unterricht bei Joseph Menter in München nahm, erregte er bereits erste Aufmerksamkeit. Er komponierte Werke für Cello und führte sie in vielen europäischen Ländern auf.
1852 wurde er Musikdirektor in Würzburg und setzte dort seine Schwerpunkte als Dirigent und Komponist. Bereits 1853 nahm er das Angebot als stellvertretender Musikdirektor in Frankfurt am Main an und wurde dort 1874 Kapellmeister und Chordirektor am Frankfurter Stadttheater. Er wurde 1898 auf dem Frankfurter Hauptfriedhof begraben.

## Werk

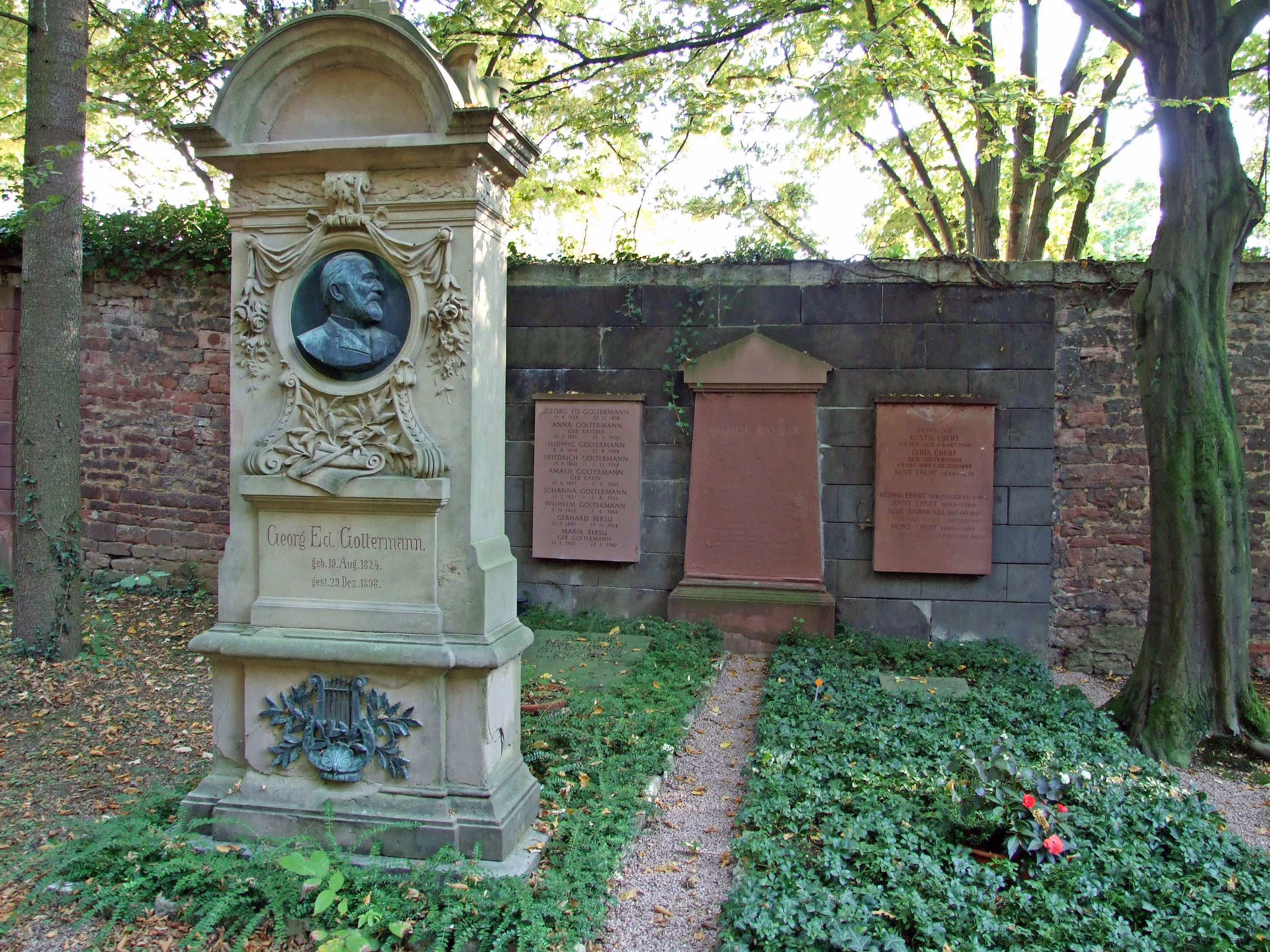
Goltermanns Grab auf dem Frankfurter Hauptfriedhof

Goltermann komponierte drei Ouvertüren sowie mehrere Lieder und Orgelvorspiele. Bekannter ist er jedoch für sein Werk für Cello, bestehend aus acht Konzerten und mehreren Sonaten, Suiten und Duos. Mitte des 19. Jahrhunderts wurden seine Werke hoch geschätzt. Andere Kompositionen, insbesondere der Salonmusik, verloren wegen ihrer Sentimentalität an Bedeutung, sind aber heute wegen ihrer Melodiosität und der verwendeten natürlichen Techniken aller Schwierigkeitsgrade als Übungsvorlagen beliebt.

### Cellokonzerte
- Konzert Nr. 1 in a-Moll (op. 14)
- Konzert Nr. 2 in d-Moll (op. 30)
- Konzert Nr. 3 in h-Moll (op. 51)
- Konzert Nr. 4 in G-Dur (op. 65)
- Konzert Nr. 5 in d-Moll (op. 76)
- Konzert Nr. 6 in D-Dur (op. 100)
- Konzert Nr. 7 in C-Dur (op. 103)
- Konzert Nr. 8 in A-Dur (op. 130)

### Weitere Stücke für Cello und Orchester
- Romance in C-Dur (op. 22; 1856)
- Romance und Tarantelle in a-Moll (op. 60; 1871)
- Ballade in G-Dur (op. 81; 1875)
- Adagio (op. 83; 1877)
- Elegie in c-Moll (op. 88; 1878)
- Notturno in F-Dur (op. 108a; 1897)

### Orchesterwerke
- Symphonie in A-Dur (op. 20; 1852)
- Festspiel-Ouvertüre (op. 94; 1881)

### Kompositionen, die auch häufiger aufgeführt werden (Auswahl)
- Drei charakteristische Stücke für Viola und Klavierbegleitung (op. 41)
- Ouvertüren für Violoncello (op. 43)
- Vier Solos für Violoncello und Klavierbegleitung (op. 49)
- Deux Morceaux de Salon für vier Violoncelli (op. 53)
- Zweite Sonatine für Piano und Violine (op. 61)
- Sechs Tonbilder für Violoncello und Pianoforte (op. 99)
- Quatre Morceaux de Salon für Violoncello und Klavierbegleitung (op. 102)
- Sonatine für Violoncello und Klavier in drei Sätzen (op. 114)
- Serenade (op. 119)
- Romance & Serenade (op. 199)
- Étude-caprice
- sowie 50 kleinere Stücke